# Feroz Shah Kotla Ground
Das Feroz Shah Kotla Ground ist ein Cricketstadion in Delhi, Indien. Nach dem Eden Gardens in Kolkata ist es das zweitälteste Cricketstadion in Indien.

## Kapazität & Infrastruktur
Das Stadion wurde 1883 eingerichtet und hat heute eine Kapazität von 40.715 Zuschauern. Die Ends heißen Pavilion End und Stadium End. Benannt wurde es nach der nahen Festungsanlage Feroz Shah Kotla.

## Internationales Cricket
Das erste internationale Spiel in dem Stadion war ein Test zwischen Indien und den West Indies zwischen dem 10. und 14. November 1948. Das erste One-Day International fand am 15. September 1982 zwischen Indien und den Sri Lanka statt. Bei allen Cricket World Cups, die bisher in Indien stattgefunden haben, wurden Spiele in dem Stadion ausgetragen. 1987 und 1996 wurde jeweils ein Vorrundenspiel, 2011 vier Vorrundenspiele in diesem Stadion ausgetragen. Im Dezember 2009 musste ein Spiel gegen Sri Lanka abgebrochen werden da der Pitch als zu gefährlich eingeschätzt wurde. Daraufhin wurde das Stadion für ein Jahr für internationale Spiele gesperrt, womit es dennoch als Austragungsort für die Weltmeisterschaft 2011 in Frage kam. Ebenso wurden hier Partien bei der ICC World Twenty20 2016 und der parallelen ICC Women’s World Twenty20 2016 ausgetragen und auch beim Cricket World Cup 2023 fanden in dem Stadion Spiele statt.

## Nationales Cricket
Das Stadion dient als Heimstadion des Cricket Teams von Delhi, sowohl in der Ranji Trophy als auch in anderen nationalen Wettbewerben. Des Weiteren wird das Stadion für Heimspiele der Delhi Daredevils in der Indian Premier League genutzt.